# Secusio ansorgei
Secusio ansorgei es una polilla del género Secusio, subfamilia Arctiinae. Fue descrita por Rothschild en 1933. Se encuentra en Angola.